# Fjodor Alexandrowitsch Wassiljew
Fjodor Alexandrowitsch Wassiljew (russisch Фёдор Александрович Васильев, wiss. Transliteration Fëdor Alexandrovič Vasil'ev; * 10. Februarjul. / 22. Februar 1850greg. in Gattschina; † 24. Septemberjul. / 6. Oktober 1873greg. in Jalta, Krim) war ein russischer Maler. Seine stimmungsvollen Landschaftsbilder gehören zu den bedeutendsten der russischen Landschaftsmalerei im 19. Jahrhundert. Wassiljew starb 23-jährig an Tuberkulose.

## Ehrungen
- 1975: zum 125. Geburtstag; Briefmarkenausgabe zu 2 Kopeken der Post der UdSSR.
- 2000: zum 150. Geburtstag; Silberne Münze zum Nominalwert von 2 Rubel der Bank Rossii.

## Werke
- 1868: Dorfstrasse, Öl auf Leinwand, Tretjakow-Galerie, Moskau.
- 1871: Tauwetter, Öl auf Leinwand, 53,5 × 107 cm, Tretjakow-Galerie, Moskau.

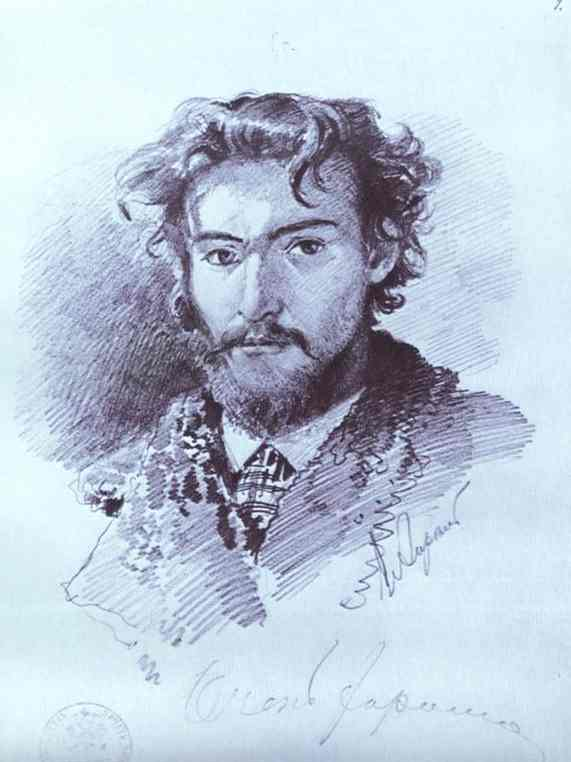
Selbstporträt (1873)
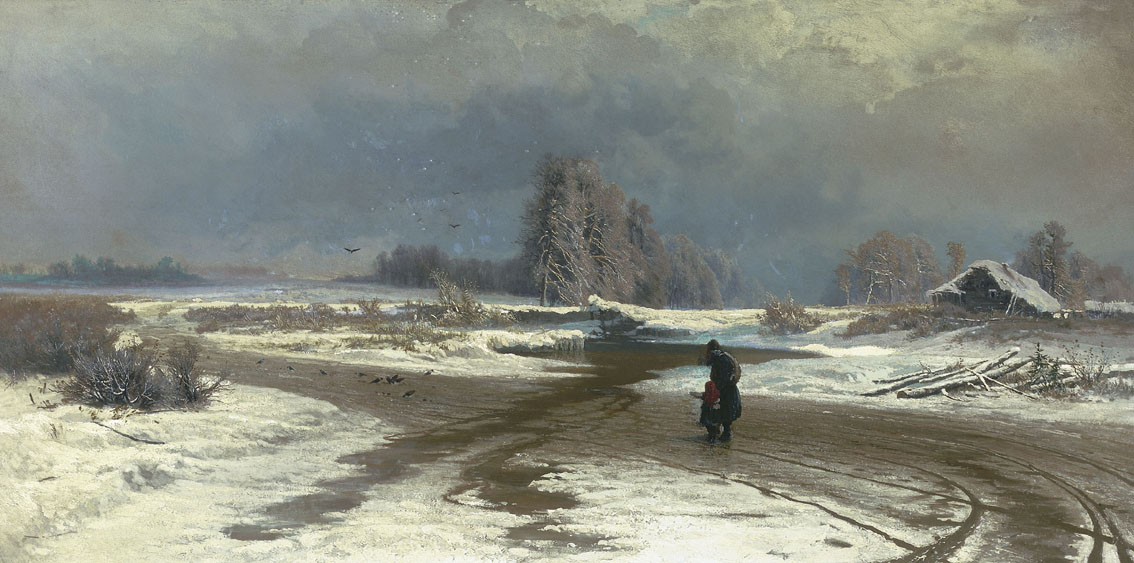
Tauwetter (1871)